# Rohrmotor

Abb. 1: Prinzipdarstellung eines Rohrantriebes mit mechanischen Spindel-Endschaltern sowie seiner wesentlichen Baugruppen, Technologiestand 2015

Ein Rohrmotor wird in eine Welle eingeschoben und treibt diese dann an.

## Anwendungsbeispiele
- Rollladen
- Rolltor
- Markise

## Steuerung
Es gibt mechanisch und elektronisch gesteuerte Rohrmotoren. Sie unterschieden sich durch die Ausführung ihrer Endlagenschalter.
Für elektronisch gesteuerte Motoren können die Endlagen über Schnurschaltersetzgeräte oder Schnursetzgeräte definiert werden. Elektronische Rohrmotoren sind oft mit Hinderniserkennung ausgestattet.
Zur Bemessung der benötigten Zugkraft eines Rohrmotors ist die Fläche des Fensters bzw. der Tür, sowie das Material des Rollladenpanzers erforderlich. Anhand der Formel B × H × Materialkoeffizient (z. B. 5 kg für Rollladenpanzer aus Kunststoff) erhält man die benötigte Zugkraft des Rohrmotors in kg.
Der Rohrmotor hat ein statisches Haltemoment.